# عبدالخبیر اچقون
عبدالخبیر اچقون (زاده: ۱۳۴۴، ولایت سرپل) سیاست‌مدار افغانستانی و نماینده مردم سرپل در دوره پانزدهم مجلس نمایندگان افغانستان است.

## زندگی‌نامه
عبدالخبیر اچقون متولد ۱۳۴۴ از ولایت سرپل افغانستان است. وی تحصیلات دینی دارد.

## دیگر فعالیت‌ها
- استاد علوم دینی در مدارس سرپل.[۱]